# Shibboleth
Un shibboleth es cualquier rasgo de una lengua que indique o ponga en evidencia el origen social o regional de una persona. Puede servir para que las personas de un cierto grupo se reconozcan entre sí como miembros del grupo, y también al contrario para ser identificadas por gente de otro grupo como ajenas a él. La forma más típica de shibboleth es la pronunciación de un cierto fonema, pero puede ser cualquier otro elemento lingüístico: una palabra, una construcción sintáctica, etc. De forma más amplia, puede señalar cualquier práctica que identifique a los miembros de un grupo respecto a otro grupo. 

## Etimología
Su origen es la palabra hebrea «šibóleth» (שִׁבֹּלֶת), que significa literalmente ‘espiga’ o, según otras fuentes, ‘torrente’. Deriva de una historia del Antiguo testamento en la cual la pronunciación de esta palabra fue utilizada para distinguir a miembros de un grupo, la tribu de Efraím, cuyo dialecto carecía del sonido /ʃ/, a diferencia de otros, como por ejemplo los galaaditas, cuyo dialecto sí lo incluía.
En el capítulo 12 (versículo 6) del Libro de los jueces, se narra lo acontecido después de que los habitantes de Galaad infligieran una derrota a la tribu de Efraím alrededor del 1370-1070 a. C. Cuando los efraimitas supervivientes intentaban cruzar el río Jordán, se encontraron a sus enemigos vigilando los vados: para identificar y matar a los efraimitas, los galaaditas ponían a cada viajero una prueba simple:

4 Y los galaaditas tomaron los vados del río Jordán a Efraím, y cuando alguno de los de Efraím que había huido decía: «¿Pasaré?». Los de Galaad le preguntaban: «¿Eres tú efrateo?». Si él respondía «no», entonces le decían: «Pues di “shiboleth”».
5 Y él decía «siboleth», porque no podía pronunciar aquella suerte.
6 Entonces le echaban mano y le degollaban. Y así murieron cuarenta y dos mil de los de Efraím.
Libro de los jueces, capítulo 12, versículos 4 a 6

## Uso actual
En numerosos conflictos entre grupos con distintos idiomas o dialectos, uno de ellos ha utilizado shibboleths para descubrir a miembros ocultos del grupo opuesto. Los investigadores modernos utilizan el término shibboleth para todos esos usos, tanto si la gente implicada lo utiliza como si no. 
Así, en la matanza de haitianos ocurrida en República Dominicana hacia 1937, haitianos y dominicanos de raza negra eran distinguidos por la pronunciación de la palabra perejil (para un haitiano es casi imposible disimular la r uvular del francés o el criollo haitiano) (véase Masacre del Perejil).
Un aspecto del fenómeno está en el hecho de que cuando se habla no se conoce el efecto creado en el interlocutor. Puede ocurrir que los miembros de una comunidad lingüística ignoren el hecho de que pronuncian un término de forma distintiva. 
Hoy, en la lengua inglesa un shibboleth tiene también un significado más amplio. Se refiere a cualquier palabra o frase que se pueda utilizar para distinguir a los miembros de un grupo de forasteros, aunque no sean hostiles. La palabra también se utiliza a veces refiriéndose a la jerga, el uso apropiado de la cual identifica como miembro de un grupo o de una subcultura particular.

## Adaptación al castellano
Miguel de Unamuno, en 1900, en su ensayo titulado La fe, adaptó el término al idioma español. 

¡Y todo se vuelve chiboletes!
¿Qué es eso de chiboletes?— dirás.